# Palpimanus canariensis
Palpimanus canariensis là một loài nhện trong họ Palpimanidae. Loài này được phát hiện ở Canarische Eilanden.